# Costa di Rovigo
Costa di Rovigo (Costa de Rovigo in veneto) è un comune italiano di 2 448 abitanti della provincia di Rovigo in Veneto.
Si trova nel Polesine, a circa 10 chilometri ad ovest di Rovigo. L'economia si basa sulle coltivazioni agricole e sulle industrie alimentari, dei materiali da costruzione e della metalmeccanica

## Storia

### Il periodo estense
I primi documenti che riguardano l'abitato, o più precisamente al toponimo "Costa" o "La Costa", risalgono al 1146, ad opera del marchese Fulcone d'Este, dove si cita la donazione di una parte del suo territorio (venti mansi, equivalente a 480 biolche) al monastero di san Benedetto di Lairone di Murano. Il documento, in latino, cita il territorio interessato come "unum latum flumen Aticis, alius latus fossa que dicitur Gaibo, uno capite Policinus de Subto Ramethelli, alio capite Albarus de Pagliano". Il lascito venne però contestato dal monastero benedettino di Pomposa e ne conseguì che sulla "costa" di un lago posto nel territorio fu concesso libera pesca sia agli uomini di diritto di Pomposa (Villamarzana) che di San Cipriano di Murano (Costa di Rovigo), questo almeno fino alla conferma ad opera di Guido Cardinale. Se ne deduce quindi che il territorio, una lingua di terra, assunse il toponimo per la sua collocazione tra un corso d'acqua ed un lago, verosimilmente il primo l'Adigetto (allora chiamato Adige in quanto ramo principale del fiume), ed uno dei numerosi bacini lacustri che interessava il territorio Polesano.
Tra il 1163 ed il 1167, grazie alle decime concesse ai benedettini dall'allora vescovo di Adria, Vitale Milanese (o anche Vitale di Milano), venne edificata una chiesa dedicata a San Giovanni Battista.
L'influenza estense fu ufficializzata, come gran parte del territorio polesano, dall'imperatore Enrico VI nel 1194, che ne nominò conte Azzo VI. Il territorio rimase estense per quasi tre secoli, con l'ultimo periodo, nel XV secolo, tormentato dalla contesa dalla Repubblica di Venezia che cominciava in quel periodo ad espandersi verso la terraferma e che sfociarono nella Guerra del sale.

### Il periodo veneziano
I Veneziani entrarono definitivamente a Rovigo nel 1482 annettendosi il territorio alla Serenissima e, a parte la parentesi della Lega di Cambrai (1508 - 1511), ne mantennero il dominio per circa tre secoli. Nel 1483, il cronista dell'epoca Marin Sanudo, durante i suoi viaggi nel territorio veneziano visitò l'abitato di Costa includendola nel propria opera "Itinerario in terra ferma" e che descrisse:
(Marin Sanuto, Itinerario per la terraferma veneta nel 1483)
L'abitato, che fin dalla sua origine crebbe vicino alle sponde dell'Adigetto, vide svilupparsi, particolarmente nel periodo medioevale, l'economia, la vita civile e quella religiosa grazie alla presenza benedettina nei pressi dell'argine destro, che interessava il nucleo di Costa, e, sul versante sinistro, da quella dell'Ordine di San Giovanni di Gerusalemme, che interessava il nucleo di Costiola. Documenti medioevali attestano che in quel periodo il corso d'acqua era navigabile e che il territorio attiguo era interessato da paludi, dal lago e da boschi, ma che l'opera degli abitanti valorizzò le terre grazie all'agricoltura ed alla pastorizia. In seguito però alla disastrosa rotta della Malopera del 1438 la diramazione dell'Adige perse notevolmente di portata e di importanza rispetto a quella più settentrionale cosa che determinò un mutamento di aspetto tra il XV e la fine del XVI secolo.
Il territorio seguì l'evoluzione e le sorti della Repubblica di Venezia fino alla sua caduta. Nonostante la propria dichiarata neutralità durante la campagna d'Italia condotta dalla Francia rivoluzionaria, la Repubblica venne invasa dalle truppe francesi di Napoleone Bonaparte (1797), che occupano la terraferma, giungendo ai margini della laguna.

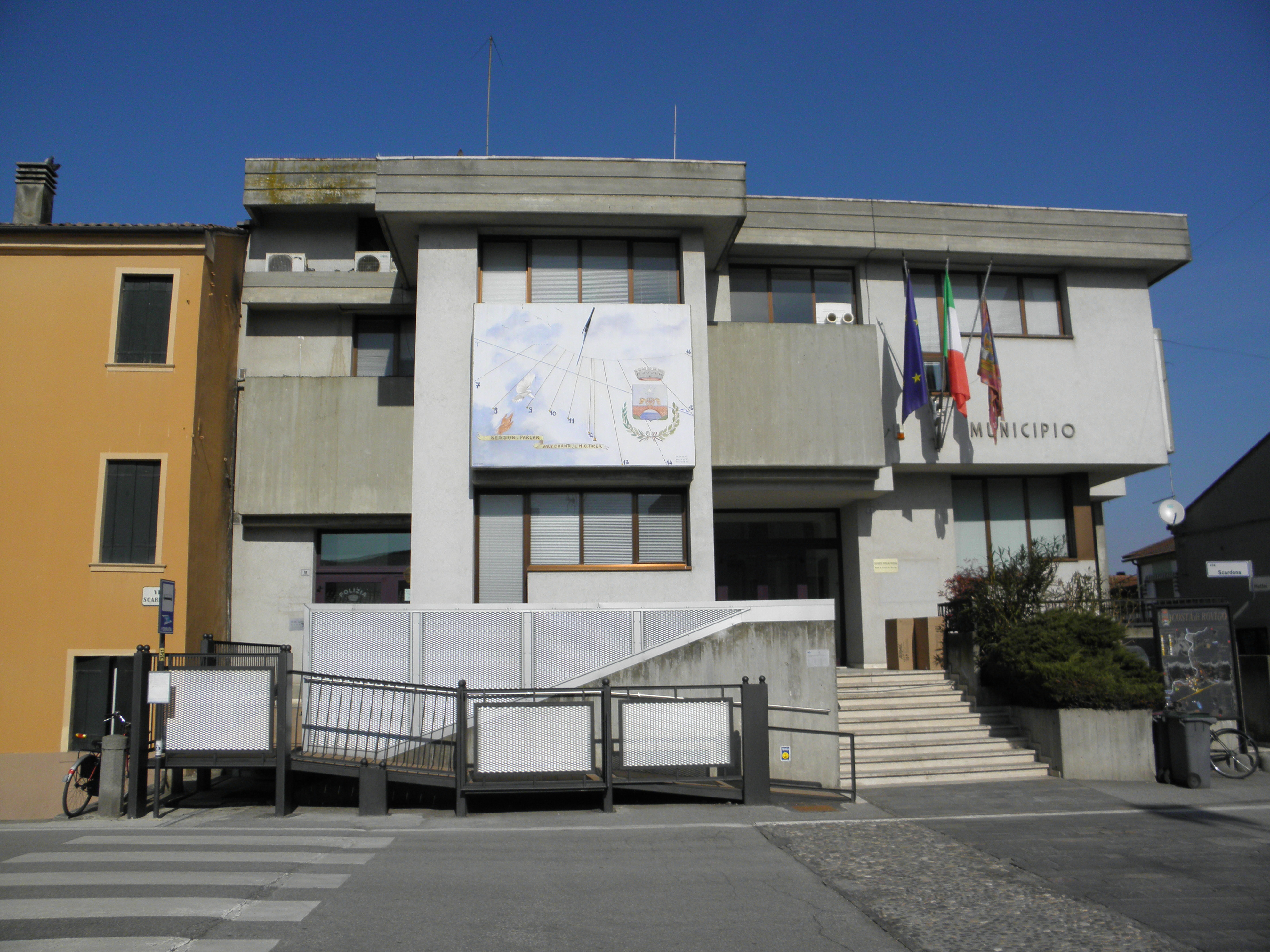
Il municipio di Costa di Rovigo, chiaro esempio di architettura "brutalista" degli anni '60

## Monumenti e luoghi d'interesse

### Architetture religiose
- Chiesa parrocchiale di San Giovanni Battista.
- Chiesa di San Rocco (o di San Rocco Confessore).
- Chiesa dei Caduti.

Inoltre sono presenti nel territorio molti capitelli votivi.

### Architetture civili
- Villa Sandi.

### Altro
- Ex zuccherificio

## Società

### Evoluzione demografica
Abitanti censiti

## Amministrazione
| Periodo | Periodo   | Primo cittadino        | Partito                                  | Carica  | Note |
| ------- | --------- | ---------------------- | ---------------------------------------- | ------- | ---- |
| 1995    | 1999      | Giuseppe Boscolo       | Lista Civica (Partito Popolare Italiano) | Sindaco |      |
| 1999    | 2004      | Giuseppe Boscolo       | Lista civica (Partito Popolare Italiano) | Sindaco |      |
| 2004    | 2009      | Antonio Bombonato      | Lista civica (Centro-sinistra)           | Sindaco |      |
| 2009    | 2014      | Antonio Bombonato      | Lista civica (Centro-sinistra)           | Sindaco |      |
| 2014    | 2019      | Antonio Bombonato      | Lista civica ([Centro-sinistra)          | Sindaco |      |
| 2019    | in carica | Gian Pietro Rizzatello | Lista Civica (Centro-destra)             | Sindaco |      |

## Cultura

### Teatri
- Teatro comunale "Mario Rossi".

### Biblioteche
- Biblioteca comunale " Manfred Buchaster".

### Istruzione
- Scuola Materna " Anna Osti".
- Scuola Primaria " Francesco Scardona".
- Scuola Secondaria di Primo Grado   " Virgilio".

### Musei
- Nella cornice storica di Palazzo Bighetti è allestito il Museo etnografico "all’Alboron" di Costa di Rovigo, che conserva le testimonianze della vita quotidiana della comunità locale vissuta a cavallo tra Ottocento e Novecento.

## Sport
- A.S.D. Basket Costa di Rovigo, squadra di pallacanestro nata nel 1993.
- A.S.D. Canalbianco A.C.V, squadra di calcio.